# لیگ برتر فوتبال زنان ایران ۹۲–۱۳۹۱
لیگ برتر فوتبال بانوان ایران ۹۲–۱۳۹۱ پنجمین دوره رقابتهای لیگ برتر فوتبال بانوان ایران و بالاترین سطح مسابقات باشگاهی فوتبال بانوان در ایران می‌باشد. این مسابقات در ۱۲ اسفند ۱۳۹۱ با قهرمانی تیم شهرداری بم به پایان رسید. این دوره با حضور ۱۱ تیم و طی ۲۱ هفته رفت و برگشت برگزار شد که شهرداری بم با ۱۰۸ گل زده و ۵۸ امتیاز اول شد. تیم ملوان با ۱۰۷ گل زده و ۵۷ امتیاز و آینده سازان میهن با ۴۲ گل زده و ۳۸ امتیاز دوم و سوم شدند.
تیم پاس همدان نیز پس از کسب ۱۸ امتیاز به رقابت‌های لیگ دسته اول سقوط کرد.
مریم رحیمی با ۴۷ گل زده عنوان خانم گل مسابقات را به خود اختصاص داد.

## تیم‌های حاضر در این فصل
| باشگاه            | شهر       | ورزشگاه     | گنجایش |
| ----------------- | --------- | ----------- | ------ |
| شهرداری بم        | بم        | فجر         |        |
| ملوان             | بندرانزلی | تختی شیلات  |        |
| آینده سازان میهن  | نجف آباد  | آزادی       |        |
| پالایش گاز ایلام  | ایلام     | تختی        |        |
| دلوار کشتی جنوب   | بوشهر     | شهدای چغادک |        |
| استقلال تهران     | تهران     | پردیس       |        |
| هیات ارومیه       | ارومیه    | تختی        |        |
| پاس همدان         | همدان     | مفتح        |        |
| ویژن فارس         | شیراز     | شهید دستغیب |        |
| سرخپوشان          | گرگان     | گلستان      | ۱۵۰۰۰  |
| فولاد نورد سیرجان | سیرجان    | امام علی(ع) |        |

تیم کرد کردستان مسابقات را آغاز کرد اما به اتمام نرساند.

## نتایج
| رتبه | تیم              | امتیاز |
| ---- | ---------------- | ------ |
| ۱    | شهرداری بم       | ۵۸     |
| ۲    | ملوان            | ۵۷     |
| ۳    | آینده سازان میهن | ۳۸     |

## قهرمان
| قهرمان لیگ برتر کوثر ۹۲–۱۳۹۱ |
| ---------------------------- |
| شهرداری بم                   |
| دومین عنوان                  |